# Höhle von Niaux
Die Höhle von Niaux (franz. Grotte de Niaux) befindet sich im Pyrenäengebiet der Ariège im Gemeindegebiet von Niaux. Es handelt sich um ein weitverzweigtes Höhlensystem, das durch einen unterirdischen Wasserlauf in den Kalkstein gewaschen wurde. In diesem System befinden sich zahlreiche Höhlenzeichnungen, u. a. mit Darstellungen von Wisenten, Pferden, Steinböcken, einem Hirsch sowie bislang nicht interpretierbare Gruppen von Punkten und Strichen. Die Höhle gehört zum Umkreis der Frankokantabrischen Höhlenkunst. Es gibt keine Funde, die darauf hindeuten, dass sie jemals bewohnt war.
Die Höhle liegt im Tal von Vicdessos, der „aktive“ Teil der Kunstgestaltung wird mit etwa 13.500 (die älteste Arbeit) bis 12.500 Jahren (die jüngste Arbeit) angegeben. Die Zeit der Malereien fällt somit ins Magdalénien, also eine Phase der jüngeren Altsteinzeit. Die Höhle von Niaux gehört damit zu den jüngeren Bilderhöhlen. Insbesondere sind die mit Manganoxidfarben ausgeführten (ursprünglich polychromen, heute leicht verblichenen) Zeichnungen im Hauptsaal, dem sogenannten Salon Noir (Schwarzen Salon) erwähnenswert, ca. 775 m vom Höhleneingang entfernt.
Bereits Anfang des 17. Jahrhunderts war die Höhle – erkennbar an zahlreichen historischen Graffiti – touristisch entdeckt und beliebt. Das Alter der Zeichnungen wurde aber nicht erkannt. 1906 wurde von Captain Molar und seinen Söhnen der Salon Noir vermessen und erforscht. Molar war wohl der Erste, der die Bedeutung der Zeichnungen erfasst hat – dies weckte dann das Interesse der Spezialisten. Abbé Henri Breuil und Émile Cartailhac untersuchten den Salon Noir im Jahr 1907 systematisch. 1925 wurde von J. Mandeman die von ihm benannte „Cartailhac-Galerie“ entdeckt.
Nicht weit entfernt, auf der gegenüber liegenden Talseite, befindet sich die Grotte de la Vache, (dt. Höhle der Kuh) von der die Forscher annehmen, dass sie zumindest zeitweise der Wohnsitz jener Menschen war, die die Felszeichnungen in der Höhle von Niaux hinterließen.

## Hinweise für Besucher
Die Höhle von Niaux ist eine der wenigen öffentlich zugänglichen Bilderhöhlen Südfrankreichs (für Gruppen bis maximal 25 Personen). Um das Höhlenklima zu schützen, ist die Gesamtzahl der Besucher je Tag limitiert. Die Höhle ist unbeleuchtet und nur minimal ausgebaut. An die Besucher werden elektrische Grubenlampen ausgegeben. Die geführte Gruppe darf nicht verlassen werden. Wanderausrüstung ist erforderlich. Die Temperatur beträgt, auch im Sommer, etwa 12 °C. Telefonische Voranmeldung bzw. Mobile Ticketing sind insbesondere in der Ferienzeit dringend empfohlen. Vor dem Höhleneingang befindet sich ein modern gestaltetes touristisches Informationscenter mit den nötigsten Einrichtungen.
Der Dolmen von La Plagne wurde im Winter 1992–1993 gegenüber der Höhle von Niaux entdeckt.

## Adresse
- Grotte de Niaux – SESTA, Parc de l’Art Préhistorique, Route de Banat, 09400 Niaux